# 로엔산

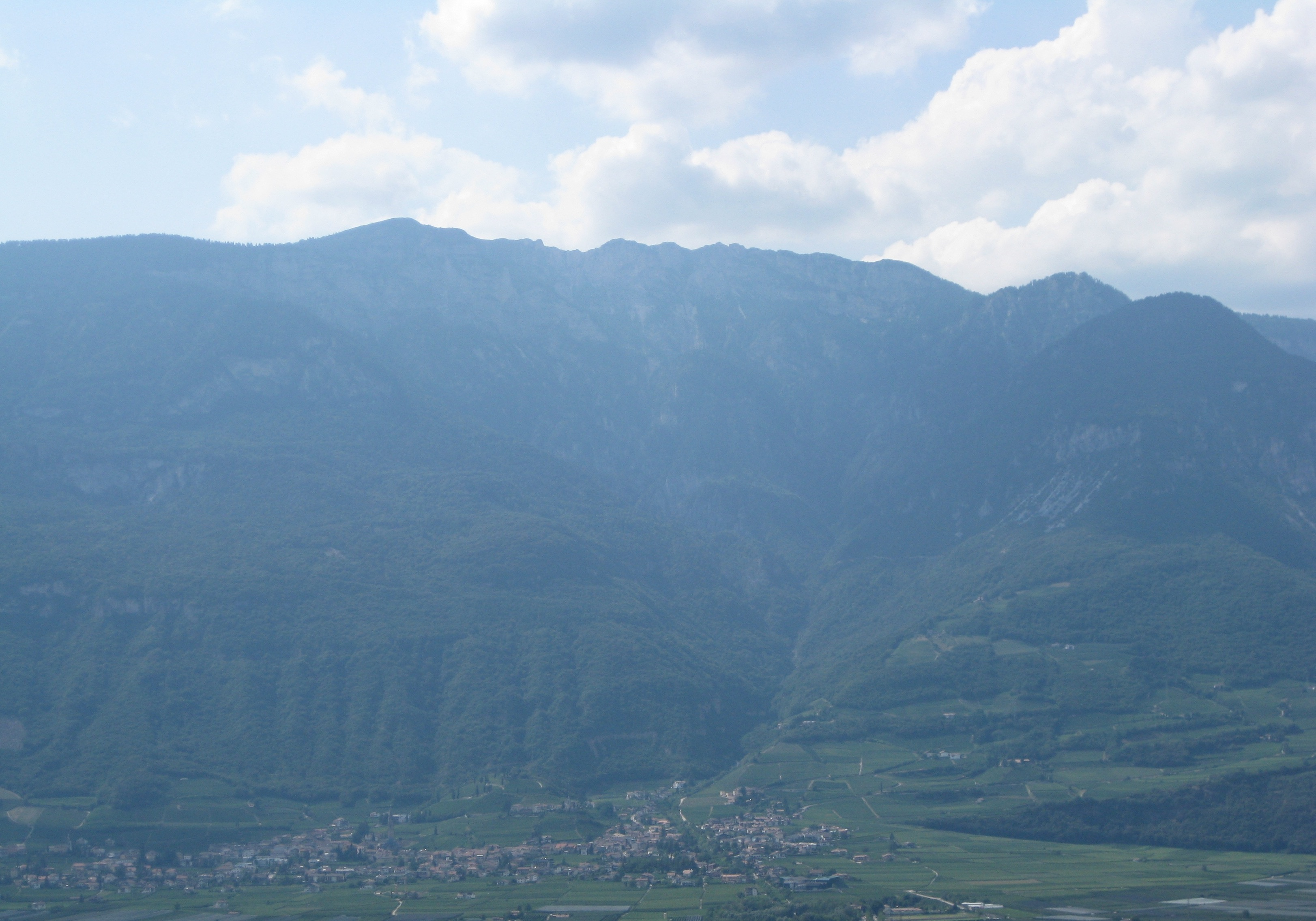
로엔산

로엔산(이탈리아어: Roen, 독일어: Roen)은 이탈리아 볼차노도와 트렌토도의 경계에 있는 알피델라발디논의 산이다.